# رودي هيدمان
رودي هيدمان (بالإنجليزية: Rudi Hedman)‏ (16 نوفمبر 1964 في المملكة المتحدة - ) هو لاعب كرة قدم بريطاني في مركز الدفاع. لعب مع ستيفيناغ بوروه وكريستال بالاس وكولتشستر يونايتد ونادي ليتون أورينت وSing Tao SC ‏ ودولويتش هاملت.

## وصلات خارجية
- رودي هيدمان على موقع قاعدة بيانات كرة القدم.إي يو (الإنجليزية)